# Tmesisternus postfasciatus
Tmesisternus postfasciatus là một loài bọ cánh cứng trong họ Cerambycidae.